# RMS Alaunia (1925)
O RMS Alaunia foi um transatlântico construído para a Cunard Line durante a década de 1920, que serviu principalmente na rota canadense. Ele foi requisitado pela Marinha Real Britânica durante a Segunda Guerra Mundial, sendo posteriormente desmontado em 1957.

## Antecedentes
Alaunia foi construído pelos estaleiros da John Brown & Company, na Escócia, para aumentar a frota transatlântica de passageiros da Cunard Line.  O navio entrou em serviço em julho de 1925 e foi designado na rota canadense, operando de Southampton a Quebec e Montreal durante os meses de clima quente e Halifax durante o inverno. Ele era um dos seis navios de 14.000 toneladas construídos para a Cunard. Projetado com uma única chaminé e arco de haste reto com quatro plataformas de passageiros, o navio era impulsionado por duas hélices alimentadas por quatro motores de turbina a vapor de redução dupla que lhe deram uma velocidade operacional de quinze nós. As características de segurança incluíam doze compartimentos estanques divididos por onze anteparas e vinte e oito botes salva-vidas.

## Serviço
Em agosto de 1939, Alaunia foi requisitado pela Marinha Real Britânica para o serviço de transporte de tropas, servindo nesta designação até 1944, quando foi vendido para a Marinha Real e reconstituído como um navio oficina em Gibraltar. Alaunia foi vendido por sucata para a British Iron and Steel Corporation e posteriormente desmantelado em Blyth, Inglaterra, em 1957.